# کل بیشه لگام‌دار
کّل بیشه لگام‌دار (نام علمی: Tragelaphus scriptus) نام یک گونه از سرده بزآهو است.